# 몬테카를로 마스터스
몬테카를로 롤렉스 마스터스(Monte-Carlo Rolex Masters)는 프랑스 로크브륀 카프 마르탱에 위치한 몬테카를로 컨트리 클럽에서 매년 개최되는 남자 프로 테니스 대회이다. 개최 도시인 로크브륀 카프 마르탱은 프랑스의 가장 작은 행정구역 단위인 코뮌의 하나로, 몬테카를로로 유명한 모나코와의 접경지역에 위치해 있다. 이 대회는 ATP 투어 대회 중 ATP 마스터스 시리즈에 속한다. 코트 종류는 클레이 코트이며, 매년 4~5월에 개최된다. 현재 스폰서사인 롤렉스의 이름을 따 방송 매체 등에서의 공식 명칭은 몬테카를로 롤렉스 마스터스(Monte-Carlo Rolex Masters)로 표기하고 있다.
제1회 대회는 1897년 4월에 개최되었으며, 1969년 오픈 대회가 되었다.

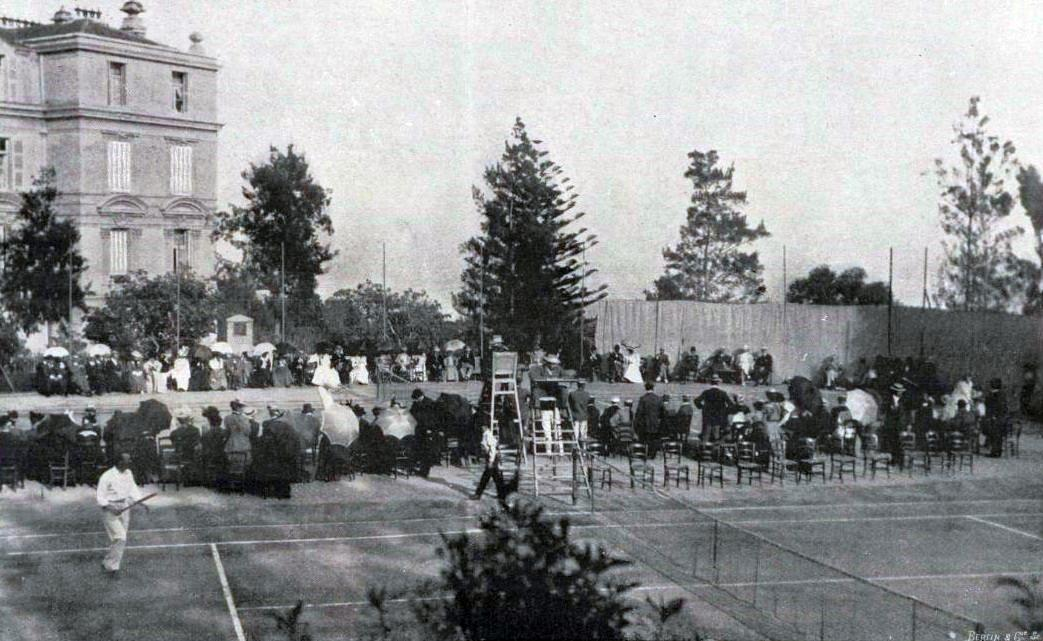
몬테카를로 테니스 대회의 첫 번째 대회, 1897년 4월

다른 ATP 월드 투어 마스터스 1000 대회와는 달리, 이 대회는 상위 랭킹 선수들의 의무 참가 규정이 적용되지 않는다. 이것은 2007년 ATP에 의해 2009년 투어 스케줄이 변경된 것에 따른 조치였다.
라파엘 나달은 이 대회 단식에서 2005년부터 2010년까지 6년 연속 우승을 기록했다. 이로써 그는 오픈 시대 이래 한 대회에서 6년 연속으로 우승한 최초의 선수가 되었다.

## 역대 결승 결과

### 단식
| 연도 | 우승                                                                                        | 준우승                                                                                        | 스코어                     |
| ---- | ------------------------------------------------------------------------------------------- | --------------------------------------------------------------------------------------------- | -------------------------- |
| 2010 | 라파엘 나달                                                                                 | 페르난도 베르다스코                                                                           | 6-0, 6-1                   |
| 2009 | 라파엘 나달                                                                                 | 노바크 조코비치                                                                               | 6–3, 2–6, 6–1              |
| 2008 | 라파엘 나달                                                                                 | 로저 페더러                                                                                   | 7–5, 7–5                   |
| 2007 | 라파엘 나달                                                                                 | 로저 페더러                                                                                   | 6–4, 6–4                   |
| 2006 | 라파엘 나달                                                                                 | 로저 페더러                                                                                   | 6–2, 6–7(2), 6–3, 7–6(5)   |
| 2005 | 라파엘 나달                                                                                 | 기예르모 코리아                                                                               | 6–3, 6–1, 0–6, 7–5         |
| 2004 | 기예르모 코리아                                                                             | 라이너 슈틀러                                                                                 | 6–2, 6–1, 6–3              |
| 2003 | 후안 카를로스 페레로                                                                        | 기예르모 코리아                                                                               | 6–2, 6–2                   |
| 2002 | 후안 카를로스 페레로                                                                        | 카를로스 모야                                                                                 | 7–5, 6–3, 6–4              |
| 2001 | 구스타부 쿠에르텡                                                                           | 히샴 아라지                                                                                   | 6–3, 6–2, 6–4              |
| 2000 | 세드릭 피올린                                                                               | 도미니크 흐르바티                                                                             | 6–4, 7–6(3), 7–6(6)        |
| 1999 | 구스타부 쿠에르텡                                                                           | 마르셀로 리오스                                                                               | 6–4, 2–1 (기권)            |
| 1998 | 카를로스 모야                                                                               | 세드릭 피올린                                                                                 | 6–3, 6–0, 7–5              |
| 1997 | 마르셀로 리오스                                                                             | 알렉스 코레차                                                                                 | 6–4, 6–3, 6-3              |
| 1996 | 토마스 무스터                                                                               | 알베르트 코스타                                                                               | 6–3, 5–7, 4–6, 6–3, 6–2    |
| 1995 | 토마스 무스터                                                                               | 보리스 베커                                                                                   | 4–6, 5–7, 6–1, 7–6(6), 6–0 |
| 1994 | 안드리 메드베데프                                                                           | 세르지 브루게라                                                                               | 7–5, 6–1, 6–3              |
| 1993 | 세르지 브루게라                                                                             | 세드릭 피올린                                                                                 | 7–6(2), 6–0                |
| 1992 | 토마스 무스터                                                                               | 아론 크릭스타인                                                                               | 6–3, 6–1, 6–3              |
| 1991 | 세르지 브루게라                                                                             | 보리스 베커                                                                                   | 5–7, 6–4, 7–6(6), 7–6(4)   |
| 1990 | 안드레이 체스노코프                                                                         | 토마스 무스터                                                                                 | 7–5, 6–3, 6–3              |
| 1989 | 알베르토 만시니                                                                             | 보리스 베커                                                                                   | 7–5, 2–6, 7–6, 7–5         |
| 1988 | 이반 렌들                                                                                   | 마르틴 하이테                                                                                 | 5–7, 6–4, 7–5, 6–3         |
| 1987 | 매츠 빌랜더                                                                                 | 지미 애리어스                                                                                 | 4–6, 7–5, 6–1, 6–3         |
| 1986 | 요아킴 뉘스트렘                                                                             | 야니크 노아                                                                                   | 6–3, 6–2                   |
| 1985 | 이반 렌들                                                                                   | 매츠 빌랜더                                                                                   | 6–1, 6–3, 4–6, 6–4         |
| 1984 | 헨드릭 순드스트렘                                                                           | 매츠 빌랜더                                                                                   | 6–3, 7–5, 6–2              |
| 1983 | 매츠 빌랜더                                                                                 | 멜 퍼셀                                                                                       | 6–1, 6–2, 6–3              |
| 1982 | 기예르모 빌라스                                                                             | 이반 렌들                                                                                     | 6–1, 7–6, 6–3              |
| 1981 | 지미 코너스 對 기예르모 빌라스                                                              | 지미 코너스 對 기예르모 빌라스                                                                | 5–5 (우천으로 중단)        |
| 1980 | 비외른 보리                                                                                 | 기예르모 빌라스                                                                               | 6–1, 6–0, 6–2              |
| 1979 | 비외른 보리                                                                                 | 바이타스 제럴래티스                                                                           | 6–2, 6–1, 6–3              |
| 1978 | 라울 라미레스                                                                               | 토마시 슈미트                                                                                 | 6–3, 6–3, 6–4              |
| 1977 | 비외른 보리                                                                                 | 코라도 바라추티                                                                               | 6–3, 7–5, 6–0              |
| 1976 | 기예르모 빌라스                                                                             | 보이치에흐 피바크                                                                             | 6–1, 6–1, 6–4              |
| 1975 | 마누엘 오란테스                                                                             | 밥 휴잇                                                                                       | 6–2, 6–4                   |
| 1974 | 앤드루 패티슨                                                                               | 일리에 나스타시                                                                               | 5–7, 6–3, 6–4              |
| 1973 | 일리에 나스타시                                                                             | 비외른 보리                                                                                   | 6–4, 6–1, 6–2              |
| 1972 | 일리에 나스타시                                                                             | 프란티셰크 팔라                                                                               | 6–1, 6–0, 6–3              |
| 1971 | 일리에 나스타시                                                                             | 톰 오케르                                                                                     | 3–6, 8–6, 6–1, 6–1         |
| 1970 | 젤리코 프라눌로비치                                                                         | 마누엘 오란테스                                                                               | 6–4, 6–3, 6–3              |
| 1969 | 톰 오케르                                                                                   | 존 뉴컴                                                                                       | 8–10, 6–1, 7–5, 6–3        |
| 1968 | Nicola Pietrangeli                                                                          | Alex Metreveli                                                                                | 6–2, 6–2                   |
| 1967 | Nicola Pietrangeli                                                                          | 마틴 멀리건                                                                                   | 6–3, 3–6, 6–3, 6–1         |
| 1966 | 마누엘 산타나                                                                               | Nicola Pietrangeli                                                                            | 8–6, 4–6, 6–4, 6–1         |
| 1965 | 이스트반 구야스                                                                             | 이리 야보르스키                                                                               | 6–3, 7–9, 8–6, 6–4         |
| 1964 | 마틴 멀리건                                                                                 | 얀 에릭 룬드크비스트                                                                          | 6–4, 6–4                   |
| 1963 | 피에르 다르몽                                                                               | 얀 에릭 룬드크비스트                                                                          | 6–2, 2–6, 6–1, 5–7, 6–4    |
| 1962 | 피에르 다르몽                                                                               | 보로 요바노비치                                                                               | 6–2, 6–1, 6–3              |
| 1961 | Nicola Pietrangeli                                                                          | 피에르 다르몽                                                                                 | 6–4, 1–6, 6–3, 6–3         |
| 1960 | 안드레스 히메노                                                                             | 마이크 데이비스                                                                               | 8–6, 6–3, 6–4              |
| 1959 | 로베르트 아이예                                                                             | Budge Patty                                                                                   | 9–7, 6–3, 4–6, 6–3         |
| 1958 | 로베르트 아이예                                                                             | 야로슬라브 드로브니                                                                           | 6–4, 6–4, 6–3              |
| 1957 | Jacky Brichant                                                                              | 폴 레미                                                                                       | 3–6, 5–5, ab.              |
| 1956 | 휴 스튜어트                                                                                 | 토니 빈센트                                                                                   | 1–6, 8–6, 6–0, 6–2         |
| 1955 | 브와디스와프 스코네키                                                                       | 버지 패티                                                                                     | 6–4, 6–2, 8–6              |
| 1954 | 론 메인                                                                                     | 토니 빈센트                                                                                   | 9–7, 3–6, 7–5, 6–4         |
| 1953 | 브와디스와프 스코네키                                                                       | 야로슬라브 드로브니                                                                           | 6–3, 6–4, 11–9             |
| 1952 | 프랭크 세지먼                                                                               | 야로슬라브 드로브니                                                                           | 7–5, 6–2, 5–7, 6–1         |
| 1951 | 스트레이트 클라크                                                                           | Fred Kovaleski                                                                                | 1–6, 6–4, 6–4, 1–6, 10–8   |
| 1950 | 야로슬라브 드로브니                                                                         | 빌 탤버트                                                                                     | 6–4, 6–4, 6–1              |
| 1949 | 프랭크 파커                                                                                 | Gianni Cucelli                                                                                | 2–6, 6–3, 6–0, 6–4         |
| 1948 | József Asbóth                                                                               | Gianni Cucelli                                                                                | 6–3, 6–2, 5–7, 6–2         |
| 1947 | 레나르트 베르옐린                                                                           | 버지 패티                                                                                     | 6–3, 6–8, 1–6, 6–2, 8–6    |
| 1946 | 피에르 펠리차                                                                               | 이본 페트라                                                                                   | 6-3, 6-2, 4-6, 6-3         |
| 1939 | 피에르 펠리차                                                                               | 이본 페트라                                                                                   | 6-8, 6-3, 6-4, 6-2         |
| 1938 | Ferenc Puncec                                                                               | 크리스티앙 보쉬                                                                               | 6-0, 6-1, 6-1              |
| 1937 | 고트프리트 폰 크람                                                                          | 크리스티앙 보쉬                                                                               | 6-2, 3-6, 6-2, 2-6, 6-2    |
| 1936 | 고트프리트 폰 크람                                                                          | 헤너 헹켈                                                                                     | 4-6, 4-6, 7-5, 6-4, 7-5    |
| 1935 | [[파일:{{{국기그림-1861}}}\|22x20px\|border \|이탈리아\|링크=이탈리아]] 조반니 팔미에리     | 헨리 오스틴                                                                                   | 6-1, 6-1, 7-5              |
| 1934 | 헨리 오스틴                                                                                 | [[파일:{{{국기그림-1861}}}\|22x20px\|border \|이탈리아\|링크=이탈리아]] 조르조 데스테파니     | 6-1, 8-6, 6-4              |
| 1933 | 헨리 오스틴                                                                                 | 조지 로저스                                                                                   | 11-9, 6-3, 7-5             |
| 1932 | 로데릭 멘젤                                                                                 | 조지 로저스                                                                                   | 6-4, 7-5, 6-2              |
| 1931 | 앙리 코셰                                                                                   | 조지 로저스                                                                                   | 7-5, 6-2, 6-4              |
| 1930 | 빌 틸던                                                                                     | 헨리 오스틴                                                                                   | 6-4, 6-4, 6-1              |
| 1929 | 앙리 코셰                                                                                   | [[파일:{{{국기그림-1861}}}\|22x20px\|border \|이탈리아\|링크=이탈리아]] 움베르토 데모르푸르고 | 8-6, 6-4, 6-4              |
| 1928 | 앙리 코셰                                                                                   | Bela Von Kehrling                                                                             | 3-6, 2-6, 6-3, 6-3, 6-2    |
| 1927 | Bela Von Kehrling                                                                           | Erik Worm                                                                                     | 부전승                     |
| 1926 | Bela Von Kehrling                                                                           | 찰스 킹즐리                                                                                   | 6-4,6-1,6-3                |
| 1924 | 레이턴 크로퍼드                                                                             | 레옹스 아슬랑귈                                                                               | 6-4, 3-6, 6-2              |
| 1923 | 고든 로우                                                                                   | 레이턴 크로퍼드                                                                               | 6-2, 6-4, 6-4              |
| 1922 | [[파일:{{{국기그림-1861}}}\|22x20px\|border \|이탈리아\|링크=이탈리아]] 콤트 발비 디 로베코 | 알랭 제르보                                                                                   | 6-1, 6-4, 6-3              |
| 1921 | 고든 로우                                                                                   | 메이저 알저넌 킹스코트                                                                        | 6-1, 0-6, 6-4,6-2          |
| 1920 | 고든 로우                                                                                   | 조사이아 리치                                                                                 | 7-5, 6-2                   |
| 1919 | Nicholas Mishu                                                                              | 막스 데퀴지스                                                                                 | 6-2, 6-0                   |
| 1914 | 앤서니 와일딩                                                                               | 고든 로우                                                                                     | 6-2, 6-3, 6-2              |
| 1913 | 앤서니 와일딩                                                                               | F. 풀랭                                                                                       | 6-0, 6-2, 6-1              |
| 1912 | 앤서니 와일딩                                                                               | C. 무어                                                                                       | 6-3, 6-0, 6-0              |
| 1911 | 앤서니 와일딩                                                                               | 막스 데퀴지스                                                                                 | 5-7, 1-6, 6-3, 6-0, 6-1    |
| 1910 | 막스 데퀴지스                                                                               | 조사이아 리치                                                                                 | 6-3, 6-0, 6-0              |
| 1909 | 프레드 알렉산더                                                                             | 로런스 도허티                                                                                 | 7-5, 6-4, 6-1              |
| 1908 | 앤서니 와일딩                                                                               | 윌버포스 이브스                                                                               | 6-3, 2-6, 6-3, 4-6, 6-0    |
| 1907 | 조사이아 리치                                                                               | 로런스 도허티                                                                                 | 8-6, 7-5, 8-6              |
| 1906 | 로런스 도허티                                                                               | 윌버포스 이브스                                                                               | 6-3, 11-9                  |
| 1905 | 로런스 도허티                                                                               | 조사이아 리치                                                                                 | 6-4, 8-6, 6-4              |
| 1904 | 레지 도허티                                                                                 | 조사이아 리치                                                                                 | 6-1, 7-5, 3-6, 7-5         |
| 1903 | 레지 도허티                                                                                 | 프랭크 리즐리                                                                                 | 6-1, 14-16 기권            |
| 1902 | 레지 도허티                                                                                 | 조지 힐리어드                                                                                 | 6-1, 6-4, 6-3              |
| 1901 | 로런스 도허티                                                                               | 윌버포스 이브스                                                                               | 6-2, 5-7, 6-1              |
| 1900 | 로런스 도허티                                                                               | 영국                                                                                          |                            |
| 1899 | 레지 도허티                                                                                 | 그라프 빅토르 포스                                                                            | 6-2 기권                   |
| 1898 | 레지 도허티                                                                                 | 그라프 빅토르 포스                                                                            | 4-6, 6-3, 6-3, 4-0 기권    |
| 1897 | 레지 도허티                                                                                 | 블랙우드 프라이스                                                                             | 6-2, 6-1, 6-2              |

### 복식
(1968년부터)
| 연도 | 우승                                  | 준우승                                  | 스코어                  |
| ---- | ------------------------------------- | --------------------------------------- | ----------------------- |
| 2010 | 대니얼 네스터 네나드 지몬지치         | 마헤시 부파티 막스 미르니               | 6–3, 2–0 기권           |
| 2009 | 대니얼 네스터 / 네나드 지몬지치       | 밥 브라이언 / 마이크 브라이언           | 6–1, 6–4                |
| 2008 | 라파엘 나달 / 토미 로브레도           | 마헤시 부파티 / 마크 놀스               | 6-3, 6-3                |
| 2007 | 밥 브라이언 / 마이크 브라이언         | 쥘리앵 베네토 / 리샤르 가스케           | 6-2, 6-1                |
| 2006 | 요나스 비에르크만 / 막스 미르니       | 파브리스 산토로 / 네나드 지몬지치       | 6-2, 7-6                |
| 2005 | 리앤더 페이스 / 네나드 지몬지치       | 밥 브라이언 / 마이크 브라이언           | W/O                     |
| 2004 | 팀 헨먼 / 네나드 지몬지치             | 가스톤 에틀리스 / 마르틴 로드리게스     | 7-5, 6-2                |
| 2003 | 마헤시 부파티 / 막스 미르니           | 미카엘 로드라 / 파브리스 산토로         | 6-4, 3-6, 7-6           |
| 2002 | 요나스 비에르크만 / 토드 우드브리지   | 파울 하르하위스 / 예브게니 카펠니코프   | 6-3, 3-6, [10-7]        |
| 2001 | 요나스 비에르크만 / 토드 우드브리지   | 조슈아 이글 / 앤드루 플로렌트           | 3-6, 6-4, 6-2           |
| 2000 | 웨인 퍼레이라 / 예브게니 카펠니코프   | 파울 하르하위스 / 샌든 스톨             | 6-3, 2-6, 6-1           |
| 1999 | 올리비에 들레트르 / 팀 헨먼           | 이리 노바크 / 다비드 릭                 | 6-2, 6-3                |
| 1998 | 야코 엘팅 / 파울 하르하위스           | 토드 우드브리지 / 마크 우드포드         | 6-4, 6-2                |
| 1997 | 도널드 존슨 / 프란시스코 몬타나       | 야코 엘팅 / 파울 하르하위스             | 7-6, 2-6, 7-6           |
| 1996 | 엘리스 퍼레이라 / 얀 시메링크         | 요나스 비에르크만 / 니클라스 쿨티       | 2-6, 6-3, 6-2           |
| 1995 | Jacco Eltingh / 파울 하르하위스       | 루이스 로보 / 하비에 산체스             | 6-3, 6-4                |
| 1994 | 니클라스 쿨티 / 망누스 라르손         | 예브게니 카펠니코프 / 다니엘 바첵       | 3-6, 7-6, 6-4           |
| 1993 | 스테판 에드베리 / 페트르 코르다       | 파울 하르하위스 / Mark Koevermans       | 3-6, 6-2, 7-6           |
| 1992 | 보리스 베커 / 미카엘 슈티히           | 페트르 코르다 / 카렐 노바첵             | 6-4, 6-4                |
| 1991 | 루크 젠슨 / Laurie Warder             | 파울 하르하위스 / Mark Koevermans       | 5-7, 7-6, 6-4           |
| 1990 | 페트르 코르다 / Tomáš Šmíd            | 안드레스 고메스 / 하비에르 산체스       | 6-4, 7-6                |
| 1989 | 토마시 슈미트 / 마크 우드포드         | 파올로 카네 / Diego Nargiso             | 1-6, 6-4, 6-2           |
| 1988 | 세르지오 카살 / 에밀리오 산체스       | 앙리 르콩트 / 이반 렌들                 | 6-1, 6-3                |
| 1987 | Hans Gildemeister / 안드레스 고메스   | Mansour Bahrami / Michael Mortensen     | 6-2, 6-4                |
| 1986 | 기 포르제 / 야니크 노아               | 요아킴 뉘스트렘 / 매츠 빌랜더           | 6-4, 3-6, 6-4           |
| 1985 | 파벨 슬로지 / 토마시 슈미트           | 슐로모 글릭스타인 / 샤하르 페르키스     | 6-2, 6-3                |
| 1984 | 마크 에드먼드슨 / 셔우드 스튜어트     | 얀 구나르손 / 매츠 빌랜더               | 6-2, 6-1                |
| 1983 | Heinz Günthardt / Balázs Taróczy      | 앙리 르콩트 / 야니크 노아               | 6-2, 6-4                |
| 1982 | 피터 맥나마라 / Paul McNamee          | 마크 에드먼드슨 / 셔우드 스튜어트       | 6-7, 7-6, 6-3           |
| 1981 | Heinz Günthardt / Markus Günthardt    | Pavel Složil / Tomáš Šmíd               | 6-3, 6-3                |
| 1980 | 파올로 베르톨루치 / 아드리아노 파나타 | 바이타스 제럴래티스 / 존 매켄로         | 6-2, 5-7, 6-4           |
| 1979 | 일리에 나스타시 / 라울 라미레스       | Victor Pecci / Balázs Taróczy           | 6-3, 6-4                |
| 1978 | 피터 플레밍 / 토마시 슈미트           | Jaime Fillol / 일리에 나스타시          | 6-4, 7-5                |
| 1977 | 프랑수아 조프레 / 얀 코데시           | 보이치에흐 피바크 / 톰 오케르           | 2-6, 6-3, 6-2           |
| 1976 | Wojciech Fibak / Karl Meiler          | 비외른 보리 / 기예르모 빌라스           | 7-6, 6-1                |
| 1975 | 밥 휴잇 / 프루 맥밀런                 | 아서 애시 / 톰 오케르                   | 6-3, 6-2                |
| 1974 | 존 알렉산더 / 필 덴트                 | 마누엘 오란테스 / Tony Roche            | 7-6, 4-6, 7-6, 6-3      |
| 1973 | Juan Gisbert, Sr. / 일리에 나스타시   | Georges Goven / Patrick Proisy          | 6-2, 6-2, 6-2           |
| 1972 | Patrice Beust / 다니엘 콩테           | Jiří Hřebec / Frantisek Pala            | 3-6, 6-1, 12-10, 6-2    |
| 1971 | 일리에 나스타시 / Ion Ţiriac          | 톰 오케르 / 로저 테일러                 | 1-6, 6-3, 6-3, 8-6      |
| 1970 | 마티 리슨 / 로저 테일러               | 피에르 바르테스 / Nikola Pilić          | 6-3, 6-4, 6-2           |
| 1969 | 오언 데이비드슨 / 존 뉴컴             | Richard Pancho Gonzales / 데니스 랠스턴 | 7-5, 11-13, 6-2, 6-1    |
| 1968 | Sergei Likhachev / Alex Metreveli     | 파트리스 부스트 / 다니엘 콩테           | 5-7, 9-7, 6-4, 5-7, 7-5 |